# Fängelsepersonal
Fängelsepersonal är personal vid en anstalt, som bevakar människor dömda till fängelse. I Sverige har personalen titeln kriminalvårdare.

## Chile
Den chilenska kriminalvården bedrivs av en uniformerad paramilitär kår kallad Gendarmería de Chile. Gendarmeriets baspersonal i grundtjänst kallas gendarme. För att bli gendarmeriaspirant (vigilante-alumno) krävs att man är ogift, 18-25 år gammal och har slutbetyg från tioårig skola (2° año de enseñanza media cursado y aprobado). Manliga aspiranter skall ha genomgått militär grundutbildning som värnpliktig. Aspiranterna genomgår två terminers utbildning vid fängelseskolan - Escuela de Formación Penitenciaria. 

## Danmark
Den danska kriminalforsorgens baspersonal kallas fængselsfunktionær (tidigare "fængselsbetjent" ). För att bli fængselsfunktionær i Danmark krävs att vara minst 21 år gammal och ha avgångsbetyg från folkskolans nionde eller tionde klass. En merit är kunskap i främmande språk. Utbildningen tar tre år och växlar mellan verksamhetsförlagd utbildning i fängelserna och teoretisk utbildning. Utbildningen är avlönad och uppgår till mellan DKK 17 500 och 18 500 per månad beroende på stationeringsort. Därtill kommer ett tillägg om ca DKK 2 000 per månad vid skiftgång. En fast anställd fængselsfunktionær har en lön som är ca DKK 3000 högre per månad (2008).
Precis som i Sverige handlar en fængselsfunktionærs vardag både om att upprätthålla ordning och säkerhet i fängelset och att stötta och motivera de intagna till personlig och social utveckling.

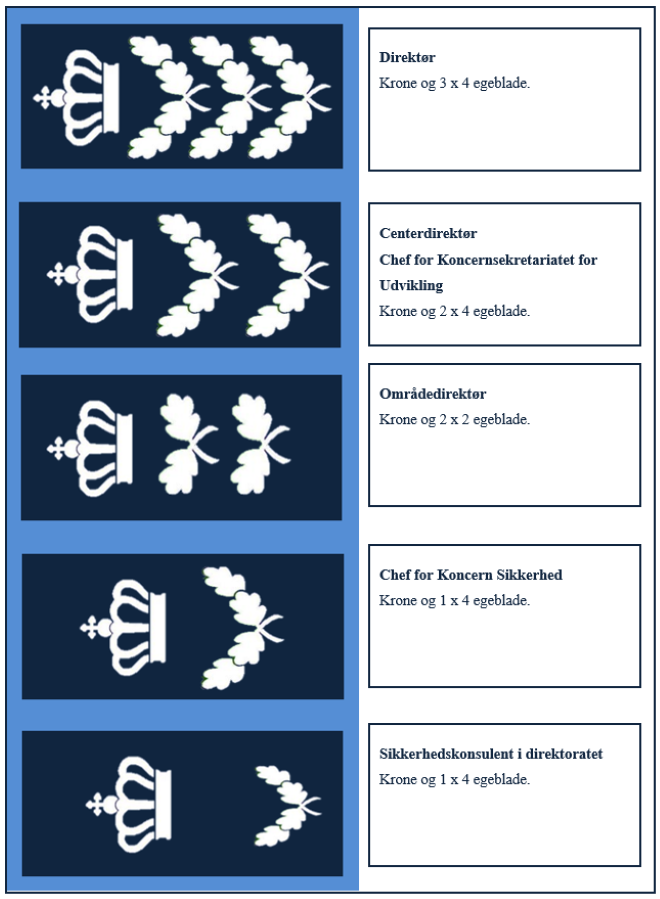
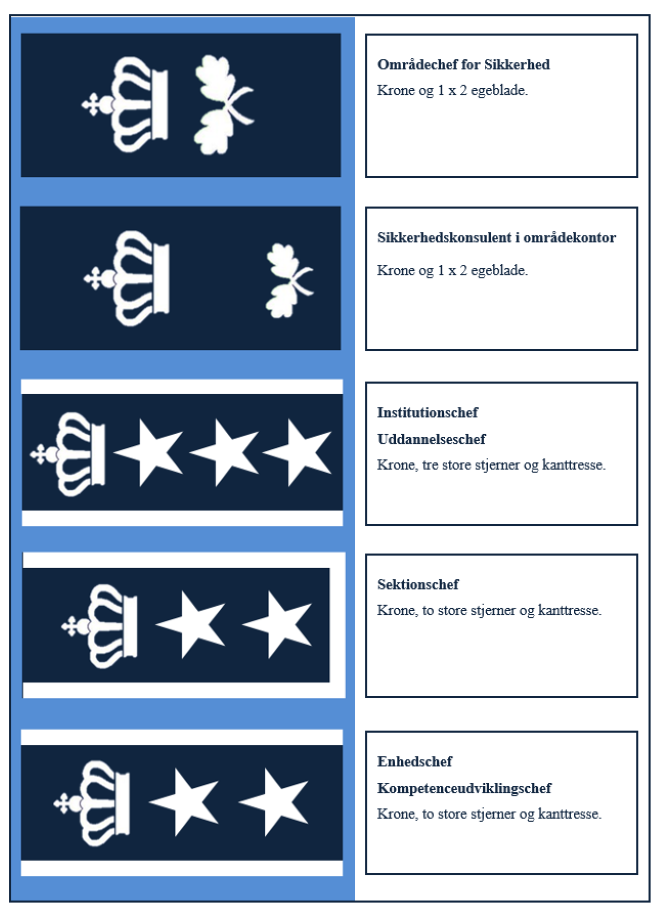
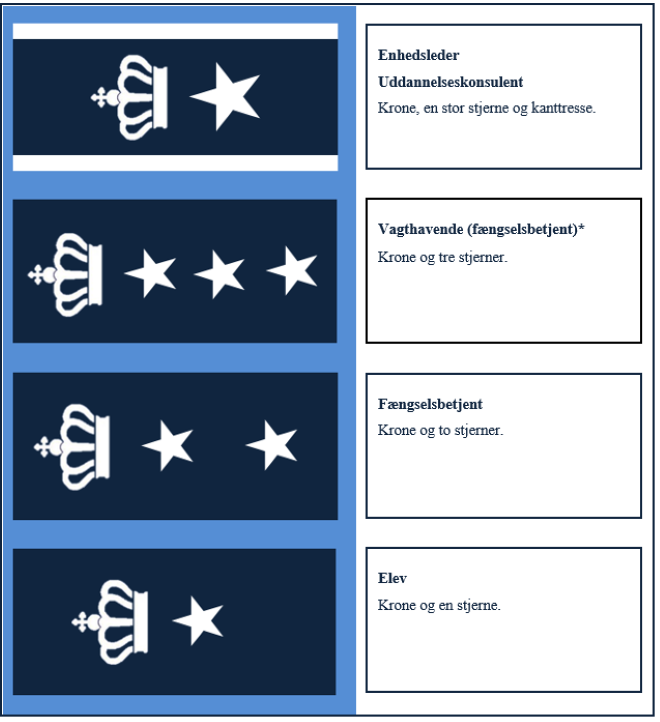

Gradbeteckningar 2018

## Finland
Det finländska fångvårdsväsendets baspersonal kallas fångvaktare. Utbildningen till fångvaktare ges vid Fångvårdens utbildningscentral, är 53 veckor lång och leder till grundexamen i fångvård. För att bli antagen till utbildningen krävs att vara minst 18 år gammal, ha avlagt studentexamen eller yrkesinriktad examen från gymnasiet. Utbildningen är avlönad. Lönen för en erfaren fångvaktare ligger mellan 1960 och 2060 euro per månad (2008). Dessutom tillkommer ca 300 - 400 euro per månad i ersättning för arbete på obekväm tid (2008).
Det finländska fångvårdsväsendet hade ca 2 750 anställda (2008). Hälften av dessa ansvarade för övervakning och vakthållning, de flesta i kontinuerligt treskift.

## Frankrike
Den franske kriminalvårdaren - surveillant pénitentiaire - genomgår 8 månaders betald utbildning som kriminalvårdsstudent - elève-surveillant. För att bli antagen till utbildningen krävs att vara minst 19 och högst 40 år gammal och ha avgångsbetyg från grundskola. I praktiken hade 2008 59 % av de utexaminerade franska kriminalvårdarna avlagt studentexamen och 19 % hade avlagt en högre examen. Under utbildningen är lönen efter skatt (nettolönen) 1 390 euro per månad. Som utbildad kriminalvårdare i grundtjänst är nettolönen 1 412 - 2 059 euro per månad (2008). Efter fem år kan befordran ske till surveillant brigadier med en nettolön av 1 724 - 2 194 euro per månad. (Övertid och andra tillägg tillkommer.) Vidare befordran kan ske, även till tjänster som motsvarar svenska kriminalvårdsinspektörer.
- Kriminalvårdens grader i Frankrike

## Irland
För att bli kriminalvårdare vid Irish Prison Service krävs att man har fyllt 18 år, har avgångsbetyg från teoretiskt (Leaving Certificate Established examination) eller yrkesinriktat program (Leaving Certificate Vocational Programme) från gymnasieskolan, och genomgår fyra terminers betald utbildning. Utbildningen leder fram till en högskoleexamen i kriminalvård (Higher Certificate in Custodial Care). Under utbildningen är aspiranten anställd som Recruit Prison Officer och får en grundlön om ca 26 000 till 28 000 euro per år (2008). Som tillsvidareanställd är kriminalvårdaren anställd som Prison Officer och får en grundlön om ca 33 000 till 46 000 euro per år (2008). Med normala tillägg och maximalt övertidsuttag kan årslönen stiga till 56 000 till 77 000 euro per år (2008). Alla chefstjänster inom Irish Prison Service besätts med personer som börjat sin karriär inom kriminalvårdens baspersonal och sedan blivit befordrade.
- Kriminalvårdens grader på Irland

## Italien

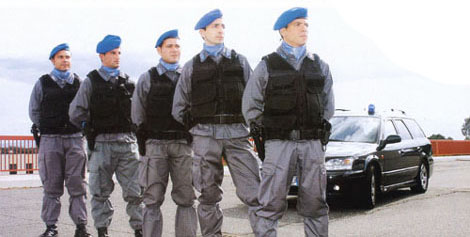
Italienska fängelsepoliser

Den italienska kriminalvården bedrivs av en av Italiens fem statspoliskårer - Polizia Penitenziaria - fängelsepolisen. Fängelsepolisens baspersonal tillhör befordringsgången för agenti e assistenti. För att bli allievo-agente (aspirant) vid fängelsepolisen krävs att vara 18-28 år gammal, ha avgångsbetyg från grundskolan (diploma di istruzione secondaria di primo grado) och ha gjort ett års frivillig militärtjänst (volontari in ferma prefissata ad 1 anno, VFP1).

## Norge
Den norska kriminalomsorgens baspersonal kallas fengselsbetjent. För att bli fengselsbetjent i Norge krävs högskolebehörighet eller annan utbildning eller erfarenhet från människorelaterade yrken och gymnasiekompetens i norska, engelska och samhällskunskap, samt att vara minst 21 år gammal och ha minst ett års yrkeserfarenhet. Aspiranterna genomgår två års utbildning, först ett praktikår med verksamhetsförlagd utbildning vid ett fängelse, sedan ett teoriår vid Fängelseskolan i Oslo. Aspirantutbildningen är avlönad med ca NOK 230 000 per år (2008). En utbildad fengselsbetjent har i grundlön ca NOK 310 000 per år (2008). Övertidsersättning är då inte inräknad.
- Kriminalvårdens grader i Norge

## Polen
Den polska kriminalvården - Służba Więzienna (fängelseväsendet) - är en uniformerad paramilitär organisation. Den polska kriminalvårdens baspersonalens hierarkiska ställning är som underofficerare. För att bli underofficersaspirant krävs att vara polsk medborgare, vara välfrejdad, straffri, åtnjuta medborgerliga rättigheter, ha avgångsbetyg från gymnasieskolan och vara fysiskt och psykiskt kapabel att tjänstgöra i en uniformerad och beväpnad kår samt inte tillhöra något politiskt parti.
Urvalet av aspiranter sker genom utvärdering av ansökningshandlingarna, personlig intervju, psykologisk undersökning, fysiska prov, kontroll av kriminalregistret och säkerhetskontroll. Utbildningen genomförs i form av en grundutbildning med verksamhetsförlagd utbildning gemensam för alla karriärvägar samt en befattningsutbildning vid fängelseväsendets underofficersskola. Aspiranten genomgår en två års förberedande anställning varunder föreskriven utbildning skall genomgås. Efter två år sker fast anställning.
- Kriminalvårdens grader i Polen

## Sverige
Kriminalvården i Sverige har ett dubbelt uppdrag - dels säkerheten, som både innebär att de intagna inte skall avvika och att det inte får förekomma våld eller missbruk inom anstalterna - dels skall "Kriminalvården i anstalt [..] utformas så att den intagnes anpassning i samhället främjas och skadliga följder av frihetsberövandet motverkas" så som det står i Lag (1974:203) om kriminalvård i anstalt. Som kriminalvårdare har man därför också ett dubbelt uppdrag; man brukar prata om säkerhet respektive behandling. Tyngdpunkten är av tradition på säkerhet, även om behandlingsinslagen i kriminalvården blir allt större.

## Tyskland
Kriminalvårdens baspersonal i Tyskland - Beamte und Beamtinnen im mittleren allgemeiner Justizvollzugsdienst - utbildas under två år vid de delstatliga kriminalvårdsmyndigheterna. För antagning till utbildningen krävs realexamen eller grundskola och genomförd yrkesutbildning. Utbildning och anställningsförhållanden i övrigt regleras genom delstatliga föreskrifter. I Hessen krävs att den blivande kriminalvårdaren är minst 20 och högst 39 år gammal. Under utbildningen är aspiranten där anställd som Obersekretäranwärter/in im JVD och avlönas i lönegrad A7. Anställning sker som Obersekretär/in i lönegrad A 7. Vidare befordran kan ske till Hauptsekretär/in i lönegrad A 8 och till Amtsinspektor/in i lönegrad A 9. 
Lönegrad A7 var 2009 1 846 - 2 357 euro per månad; A8 1 959 - 2 569 euro per månad; A9 2 083 - 2 738 euro per månad.

## USA
I USA finns det federala och delstatliga kriminalvårdsanstalter samt kommunala häkten. För att bli kriminalvårdare, Correctional Officer krävs gymnasiekompetens (High School Diploma) eller motsvarande. Den federala kriminalvården,  Federal Bureau of Prisons, kräver att baspersonalen antingen har en akademisk grundexamen eller tre års yrkeserfarenhet av ett yrke som kräver rådgivning, biträde och övervakning av människor (eller en kombination av akademiska studier och sådan yrkeserfarenhet). En del delstatliga eller lokala kriminalvårdsmyndigheter kräver akademiska poäng, men polisiär eller militär yrkeserfarenhet kan vanligen ersätta dessa. Andra myndigheter kräver två års yrkeserfarenhet oberoende av yrke. Lägsta anställningsålder är 18-21 år. Efter anställning genomgår kriminalvårdsaspiranten en formell utbildning vid en skola, följt av verksamhetsförlagd utbildning. Nyanställda federala kriminalvårdare genomgår 120 undervisningstimmar av formell utbildning vid den federala fängelseskolan i Glynco, Georgia. Under det första anställningsåret skall även ytterligare 200 undervisningstimmar genomgås. Efter detta genomgår den federale kriminalvården årlig vidareutbildning.
Medianlönen för federala kriminalvårdare var 2008 USD 50 830 per år, för delstatliga 38 850 och för kommunala 37 510. Medianlönen för kriminalvårdare i de lägsta befälsfunktionerna var USD 57 380 per år 2008. Pensionsvillkoren berättigar en kriminalvårdare att pensionera sig vid 50 års ålder efter 20 års tjänst.

## Österrike
Kriminalvården i Österrike genomförs av en uniformerad och beväpnad kår - Justizwache - med samma rättsliga ställning som Bundespolizei (Österrike). För att bli antagen som aspirant krävs att man är mellan 19 och 40 år gammal och har genomförd yrkesutbildning eller avlagt studentexamen. Aspiranten genomgår en 52 veckors avlönad utbildning. Som Aspirant/in är avlöningen i befordringsgång E2c, vilket 2008 hade en grundlön av 1344 euro per månad i lägsta löneklassen. Efter genomförd utbildning sker anställning i befordringsgång E2b, vilket medför reglerad befordringsgång från lägsta till högsta löneklass, med tjänstegraderna Inspektor/in (löneklass 1-3), Revierinspektor/in (löneklass 4-11) och Gruppeninspektor/in (löneklass 12-19). Grundlönen för en Inspektor i lägsta löneklassen var 2008 1 434 euro per månad, medan grundlönen för en Gruppeninspektor i högsta löneklassen var 2367 euro per månad.